# ماکسمیلیان موتزکه
ماکسمیلیان موتزکه (به انگلیسی: Maximilian Mutzke) (زاده ۲۱ می ۱۹۸۱) خواننده آلمانی است.
او در مسابقه آواز یوروویژن ۲۰۰۴ نماینده آلمان بود.